# 5월 1일
5월 1일은 그레고리력으로 121번째(윤년일 경우 122번째), 뒤에서부터는 245번째 날에 해당한다.

## 사건
- 1834년 - 벨기에 의회, 철도법안 통과.
- 1871년 - 프랑스, 세계 최초의 사회주의 정권인 파리코뮌의 공안위원회 설립
- 1886년 - 미국에서 총파업을 시작하여 며칠 뒤 8시간 노동권을 얻어내었다. 이후 노동절의 유래가 되었다.
- 1895년 - 조선의 지방제도를 23부로 개편하는 칙령(칙령 제98호)을 시행하다.
- 1898년 - 미국-스페인 전쟁: 마닐라만 전투가 시작되다.
- 1919년 - 바이에른 소비에트 공화국, 국방군과 바이에른 의용군에 의해 진압.
- 1921년 - 연합국 배상위원회, 독일의 제1차 세계 대전 배상금을 1320억 금마르크로 결정하였다.
- 1960년 - 미국의 항공기가 소련에서 격추당한 U-2기 사건이 일어났다.
- 1970년 - 미국 및 베트남 정부군, 캄보디아 침공.
- 1977년 - 튀르키예 이스탄불 탁심 광장에서 5·1 유혈 진압으로 최소 34명이 사망하고 126명이 부상당했다.
- 2003년 - 조지 부시 미국 대통령이 항공모함 에이브러햄 링컨호(en) 선상에서 이라크 전쟁에서의 주요 작전이 종료되었음을 선언하다.
- 2004년 - 유럽 연합 확장: 라트비아·리투아니아·몰타·슬로바키아·슬로베니아·에스토니아·체코·키프로스·폴란드·헝가리 가입하다.
- 2007년 - 튀르키예 헌법재판소가 4월 27일 실시된 대통령 선거 1차 투표가 무효라는 판결을 내렸다.
- 2010년 - 2010 상하이 엑스포가 개최되었다.( ~ 10월 31일.)
- 2011년
  - 국제 테러리스트 조직 알카에다의 지도자인 오사마 빈라덴의 사망 소식이 공식 발표되었다.
  - 교황 요한 바오로 2세가 복자로 공식 선포되었다.
- 2019년 - 나루히토가 일본의 126대 일본 천황으로 즉위, 레이와 시대가 시작되었다.
- 2020년 - 2020년 고성 산불이 발생했다.

## 문화
- 1786년 - 볼프강 아마데우스 모차르트가 작곡한 오페라 부파 "피가로의 결혼(이탈리아어: Le nozze di Figaro)", 오스트리아 빈의 부르크 극장에서 초연되다.
- 1802년 - 나폴레옹이 프랑스의 국립 육군사관학교인 생시르 육군사관학교를 설립하다.
- 1840년 - 그레이트브리튼 아일랜드 연합왕국에서 최초의 우표인 페니 블랙을 발행하다.
- 1851년 - 영국, 런던에서 만국박람회 개회
- 1896년 - 미동초등학교의 전신 한성공립소학교 개교
- 1918년 - 서울시립대학교의 전신 경성공립농업학교가 설립되다.
- 1923년 - 소파 방정환 선생, 어린이 단체인 색동회를 결성. 색동회 결성일은 한국 최초의 어린이날이기도 하다.
- 1931년 - 뉴욕의 엠파이어 스테이트 빌딩이 완공되다.
- 1949년 - 해왕성의 위성 네레이드가 발견됨.
- 1979년 - 군위면, 영덕면, 청송면, 봉화면, 영양면, 무주면 등 49개 면이 읍으로 승격하였다.
- 1984년 - 과천 서울대공원 개원.
- 1985년 - 수카르노 하타 국제공항 개항.
- 1987년 - 서울 지하철 3호선이 중앙청역을 경복궁역으로 역명 변경.
- 1990년 - BBS FM 라디오 방송 개국.
- 1992년 - 기아 타우너 출시
- 1993년 - KBS 1TV KBS 뉴스 9 방송개시
- 1994년 - 하승무 부산국제포럼 편집주간, 한겨레문학에서 박재삼 시인 외 2인의 추천, 시단에 등단.
- 1995년 - 한국케이블TV제주방송 개국.
- 2000년 - KBS 인간극장의 첫 방송 시작일이다.
- 2001년 - MBC 게임(현MBC M)채널개국
- 2002년 - MBN - CNBC 채널명 로고변경
- 2004년 - 서울광장 개장.
- 2005년 - 대한민국의 산악인 박영석이 북극점에 도달함으로써, 세계 최초로 산악 그랜드슬램(또는 어드벤쳐 그랜드슬램)을 달성하였다.
- 2008년 - 서울특별시가 서울 지하철 9호선 1단계 구간 25개역의 명칭을 확정해 발표했다.
- 2010년 - 남아프리카 공화국 더반에서 킹 샤카 국제공항이 개항했다.
- 2012년 - 주한 미군 AFN Korea가 AFN TV 아날로그 송출을 전면 중단하였다.
- 2014년 - 부산시민공원 개원.

## 탄생
- 1583년 - 이탈리아의 건축가, 천문학자, 조각가, 수학자 오라치오 그라시. (~1654년)
- 1602년 - 영국의 점성가 윌리엄 릴리. (~1681년)
- 1672년 - 영국의 시인, 수필가, 극작가, 정치인 조지프 애디슨. (~1719년)
- 1857년 - 빈센트 반 고흐의 동생인 테오 반 고흐. (~1891년)
- 1916년 - 러시아 출신 일본 야구 선수 빅토르 스타루힌. (~1957년)
- 1917년
  - 미국의 야구 출신 배우 존 베라디노. (~1996년)
  - 프랑스의 배우 다니엘 다리외. (~2017년)
- 1922년 - 대한민국의 비전향 장기수 김명수. (~2009년)
- 1925년 - 대한민국의 군인 출신 정치가 양순직. (~2008년)
- 1926년 - 헝가리의 수학자 럭스 페테르. (~2025년)
- 1927년 - 덴마크의 수영 선수 그레타 안데르센. (~2023년)
- 1933년 - 대한민국의 지방자치단체장, 정치인 오광협. (~2023년)
- 1937년 - 잉글랜드의 배우 우나 스텁스. (~2021년)
- 1939년 - 대한민국의 번역가 천병희. (~2022년)
- 1940년 - 대한민국의 배우 홍성민. (~2007년)
- 1942년 - 대한민국의 배우 손영순.
- 1946년
  - 대한민국의 성우 김태훈.
  - 홍콩의 영화감독 오우삼.
- 1947년 - 대한민국의 야구 감독 김인식.
- 1949년 - 대한민국의 검사 이종왕. (~2022년)
- 1956년
  - 대한민국의 정치인 박기춘.
  - 미국의 만화가 팀 세일. (~2022년)
  - 일본의 전 축구 선수, 축구 감독 소와 히로시.
- 1957년 - 대한민국의 법조인 유남석.
- 1961년 - 대한민국의 사회운동가 박래군.
- 1962년 - 대한민국의 배우 최민수.
- 1964년
  - 대한민국의 전 야구 선수, 현 야구 코치 조계현.
  - 대한민국의 희극인, 리포터, 가수 김종하.
- 1965년 - 대한민국의 전 예천군의원 박종철.
- 1966년 - 미국의 영화 감독 및 안무가 앤 플레처.
- 1967년
  - 대한민국의 배우 설경구.
  - 미국의 컨트리 가수 팀 맥그로.
- 1968년
  - 대한민국의 배우 송채환.
  - 독일의 전 축구 선수 올리버 비어호프.
  - 대한민국의 가수 박혜성.
  - 대한민국의 희극인, 방송인 정재윤.
  - 미국의 야구 선수 맷 룩.
- 1969년 - 미국의 영화 감독 웨스 앤더슨.
- 1970년 - 스페인의 전직 축구 선수 하비 그라시아.
- 1971년 - 대한민국의 배우 김선화.
- 1972년 - 대한민국의 배우 강헌일.
- 1973년 - 독일의 축구 선수 올리버 뇌빌.
- 1974년
  - 대한민국의 배우 김로사.
  - 대한민국의 기업인 최용민.
- 1975년
  - 대한민국의 축구 선수 유영실.
  - 카메룬의 축구 선수 마르크비비앵 푀. (~2003년)
- 1976년 - 대한민국의 군인 이정구.
- 1977년
  - 대한민국의 축구 선수 김남일.
  - 대한민국의 배우 허다정.
  - 쿠바의 권투 선수 디오헤네스 루나.
- 1978년 - 임입문.
- 1979년 - 대한민국의 조각가 임수진.
- 1980년
  - 일본의 배우 이치카와 요스케.
  - 대한민국의 바둑 기사 안영길.
- 1981년
  - 대한민국의 배우, 전 가수 최정원.
  - 벨라루스의 축구 선수 알략산드르 흘렙.
- 1982년
  - 영국의 배우 제이미 도넌.
  - 크로아티아의 축구 선수 다리요 스르나.
- 1983년
  - 대한민국의 배우 박해진.
  - 대한민국의 성우 한신.
  - 프랑스의 수영 선수 알랭 베르나르.
- 1984년
  - 대한민국의 만화가 김미선.
  - 일본의 가수, 배우 코야마 케이치로 (NEWS).
  - 영국의 배우 사샤 다완.
  - 대한민국의 가수 백수정.
- 1985년
  - 대한민국의 씨름 선수 임수정.
  - 대한민국의 가수 황성수.
- 1986년
  - 대한민국의 가수 이창민 (2AM, 옴므).
  - 에콰도르의 축구 선수 크리스티안 베니테스. (~2013년)
- 1987년
  - 대한민국의 아나운서 이지현.
  - 대한민국의 배우 이시강.
  - 이탈리아의 축구 선수 레오나르도 보누치.
- 1988년
  - 대한민국의 가수 하연.
  - 미국의 배우 니컬러스 브론.
- 1989년 - 대한민국의 영화배우 신재이.
- 1990년 - 대한민국의 뮤지컬 배우 강지혜.
- 1991년
  - 대한민국의 가수, 작곡가 미모.
  - 미국의 야구 선수 마커스 스트로먼.
- 1992년
  - 대한민국의 가수 하니 (EXID).
  - 대한민국의 래퍼 G2.
  - 대한민국의 축구 선수 김원균.
  - 잉글랜드의 축구 선수 새미 아메오비.
  - 대한민국의 가수 박현호.
  - 대한민국의 유도 선수 김원진.
  - 대한민국의 배우 최민우.
- 1993년
  - 대한민국의 가수 상일 (스누퍼).
  - 대한민국의 야구 선수 김성욱.
- 1994년
  - 대한민국의 가수 해나.
  - 미국의 아이스하키 선수 제이컵 슬레이빈.
- 1995년 - 대한민국의 래퍼 미미 (오마이걸).
- 1996년 - 라오스의 유도 선수 숙팍사이 시띠사네.
- 1997년 - 대한민국의 축구 선수 김진래.
- 1999년 - 대한민국의 가수 영웅.
- 2000년 - 대한민국의 연극배우 지동건.
- 2001년
  - 대한민국의 프리스타일 스키 선수 장유진.
  - 대한민국의 배우 정재민.
- 2002년 - 대한민국의 배우 김채린.
- 2004년 - 대한민국의 리그 오브 레전드 프로게이머 타나토스.
- 2005년 - 일본의 피겨스케이팅 선수 지바 모네.
- 2008년 - 대한민국의 배우 최승훈.
- 2010년 - 대한민국의 가수 유이. (버비)

## 사망
- 1555년 - 제222대 로마의 교황 교황 마르첼로 2세. (1501년~)
- 1714년 - 스튜어트 왕조의 마지막 군주 앤. (1665년~)
- 1904년 - 체코의 작곡가 안토닌 드보르자크. (1841년~)
- 1909년 - 영국의 기자 어니스트 베델. (1872년~)
- 1918년 - 미국의 지형학자 그로브 칼 길버트. (1843년~)
- 1945년 - 나치 독일의 간부, 정치인, 선동가 요제프 괴벨스. (1897년~)
- 1970년 - 대한제국 고종의 황태자 의민태자. (1897년~)
- 1978년 - 아르메니아계 러시아의 작곡가 아람 하차투리안. (1903년~)
- 1994년 - 브라질의 자동차 경주 선수 아이르통 세나. (1960년~)
- 2019년 - 이탈리아의 영화배우 알레산드라 파나로. (1939년~)
- 2020년 - 대한민국의 축구 선수 정해원. (1959년~)
- 2021년 - 미국의 영화배우 올림피아 두카키스. (1931년~)
- 2022년
  - 대한민국의 발레 무용수 김희선. (1992년~)
  - 유고슬라비아의 축구 선수 이비차 오심. (1941년~)
- 2023년 - 캐나다의 싱어송라이터 고든 라이트풋. (1938년~)
- 2024년
  - 대한민국의 군인, 변호사 이종연. (1928년~)
  - 대한민국의 기업인 함태용. (1933년~)
- 2025년
  - 미국의 영화배우 루스 버지. (1936년~)
  - 필리핀의 영화감독 릭키 다바오. (1961년~)
  - 스페인의 축구인 큰 북의 마놀로. (1949년~)

## 기념일
- 한국의 노동절(근로자의 날)
- 한국의 부처님 오신 날 - 1982년, 2001년, 2066년, 2085년
- 구 동독의 노동자의 날
- 레이 데이(Lei Day): 하와이

## 같이 보기
- 전날: 4월 30일 다음날: 5월 2일 - 전달: 4월 1일 다음달: 6월 1일
- 음력: 5월 1일
- 모두 보기